# 地涌金莲属
地涌金莲属（学名：Musella）是芭蕉科下的一个属，为多年生丛生草本植物。该属仅有地涌金莲（Musella lasiocarpa）一种，分布于中国云南中部至西部。